# Nicolas Jalabert

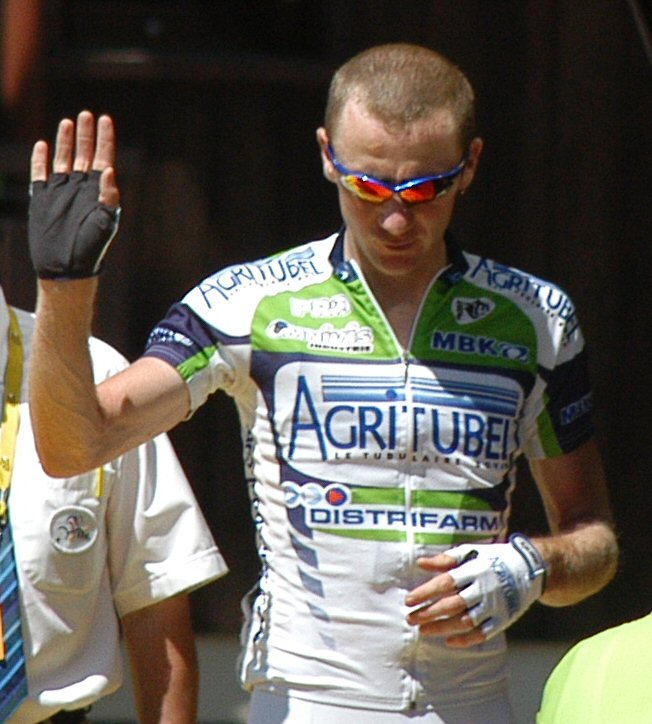
Nicolas Jalabert al comienzo de la octava etapa del Tour de Francia 2007

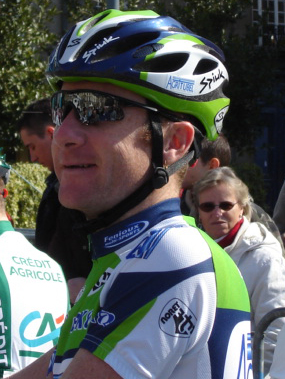
Nicolas Jalabert GP de Rennes de 2007

Nicolas Jalabert (Mazamet, 13 de abril de 1973) es un exciclista francés.

## Trayectoria
Debutó en 1995 en un pequeño equipo de Francia. Después de su segundo temporada ganó el Gran Premio de Rennes y el Tour del Porvenir. Estos éxitos le granjearon un contrato con Cofidis. Aquí ganó en su primer año de nuevo el Gran Premio de Rennes, la Ruta Adelie y la Copa de Francia de Ciclismo. En los años siguientes sólo estuvo implicado en fugas importantes pero no consiguió ninguna victoria. No fue sino hasta 2002, corriendo para el equipo Team CSC, cuando ganó una etapa en el Tour de Poitou Charentes. Un año más tarde ganó la Vuelta a la Baja Sajonia. En 2004 se incorporó a Phonak Hearing Systems.
Estuvo siempre a la sombra de su hermano mayor el también ciclista, Laurent Jalabert, de quien fue compañero de equipo de 2000 a 2002 en el equipo Team CSC.

## Palmarés
1996
- G. P. de la Villa de Rennes
- 1 etapa del Tour del Porvenir

1997
- G. P. de la Villa de Rennes
- Route Adélie
- Copa de Francia[1]

2002
- 2.º en el Campeonato de Francia en Ruta
- 1 etapa del Tour de Poitou-Charentes

2003
- Vuelta a la Baja Sajonia

2005
- 3.º en el Campeonato de Francia en Ruta

2007
- Clásica de Loire-Atlantique

## Resultados en Grandes Vueltas y Campeonatos del Mundo
| Carrera         | Carrera         | 1995 | 1996 | 1997  | 1998 | 1999 | 2000 | 2001  | 2002 | 2003  | 2004 | 2005  | 2006  | 2007  | 2008 | 2009 |
| --------------- | --------------- | ---- | ---- | ----- | ---- | ---- | ---- | ----- | ---- | ----- | ---- | ----- | ----- | ----- | ---- | ---- |
|                 | Giro de Italia  | —    | —    | —     | —    | —    | —    | —     | —    | —     | —    | —     | —     | —     | —    | —    |
|                 | Tour de Francia | —    | —    | 135.º | 49.º | —    | Ab.  | 115.º | —    | 106.º | 82.º | 138.º | 101.º | 114.º | Ab.  | —    |
|                 | Vuelta a España | —    | —    | —     | —    | Ab.  | —    | —     | —    | —     | Ab.  | —     | Ab.   | —     | —    | —    |
| Mundial en Ruta | Mundial en Ruta | —    | —    | 24.º  | —    | Ab.  | —    | —     | Ab.  | —     | —    | —     | —     | —     | —    | —    |

―: no participa
Ab.: abandono

## Equipos
- Mutuelle de Seine-et-Marne (1995-1996)
- Cofidis (1997-1999)
- ONCE (2000)
- CSC (2001-2003)
- Phonak (2004-2006)
- Agritubel (2007-2009)